# 健康の社会的勾配
健康の社会的勾配 (けんこうのしゃかいてきこうばい、Social gradient in health) とは、社会経済的に恵まれない人々が、恵まれた人々よりも健康状態が悪い（寿命が短い）という現象を表す言葉である。
単に社会的勾配、勾配とも。
健康の社会的勾配に関する研究の典型的な例は、英国の公務員を対象としたホワイトホール研究（ホワイトホールは霞が関に当たるイギリスの首都ロンドンの官公庁街）である。ホワイトホール研究では、社会階層と健康状態、そしてさまざまな病気による死亡率との間には、急峻な逆相関があることがわかった。

## 第1次ホワイトホール研究
最初の前向きコホート研究である第1次ホワイトホール研究は、1967年から10年間にわたって実施され、20歳から64歳までの17,500人以上の男性公務員を調査した。

## 第2次ホワイトホール研究
2番目のコホート研究である第2次ホワイトホール研究は、1985年から1988年にかけて実施され、35歳から55歳までの10,308人の公務員の健康を調査した。そのうち3分の2が男性、3分の1が女性であった。第1期と第2期の研究対象者の長期追跡調査が進行中である。